# Edward Lach
Edward Lach (ur. 6 października 1939 w Rajczy, zm. 24 kwietnia 1977 w Warszawie) – polski aktor teatralny i filmowy.

## Życiorys
Syn Stanisława u Weroniki z Błachutów. Ukończył liceum w Krakowie. Został laureatem Ogólnopolskiego Konkursu Recytatorskiego.
W latach 1957–1961 studiował na Wydziale Aktorskim Państwowej Wyższej Szkoły Teatralnej w Warszawie. W czerwcu 1960 roku debiutował na deskach Teatru Współczesnego w Warszawie rolą Rafaela w „Orfeuszu” Jeana Cocteau. Po ukończeniu studiów otrzymał angaż w Teatrze Wybrzeże w Gdańsku. Następnie by członkiem zespołów teatralnych Teatru Polskiego w Bydgoszczy (1962-1964), Teatru Rozmaitości we Wrocławiu (1964-1967), Teatru Ziemi Mazowieckiej w Warszawie (1968-1972) oraz Teatru Polski w Warszawie (1976-1977). Ponadto w sezonie 1967/68 występował w Zespole Estradowym Wojsk Wewnętrznych w Warszawie, a w latach 1972-1976 nie miał stałego angażu i grywał epizody. W sezonie 1976-1977 grał Teatrze Polskim w Warszawie.

## Filmografia
| - Spacer (1970) – kumpel - Hubal (1973) - Gniazdo (1974) - Chleba naszego powszedniego (1974) – robotnik - Opadły liście z drzew (1975) – rzeźnik - Kazimierz Wielki (1975) - Parada oszustów (1976, cz. 1 Mistrz zawsze traci) – mieszkaniec Labriet - Motylem jestem, czyli romans 40-latka (1976) – strażnik w TVP - Brunet wieczorową porą (1976) – Wacek, pijaczek w autobusie - Śmierć prezydenta (1977) – bojówkarz "Chjeny" - Wielki podryw (1978) – sąsiad Gienek - Dziewczyna i chłopak (1980) – kierownik pływalni |  | - Czterdziestolatek (1974-1975, odc. 4, 10) – strażnik w "Warszawskich Filtrach" - Dyrektorzy (1975, odc. 1,4) – Dubiel, główny księgowy "Fabelu" - Znaki szczególne (1976, odc. 1) – robotnik, który znalazł zwłoki Krajewskiego - Szaleństwo Majki Skowron (1976, odc. 8) – kelner - Polskie drogi (1976, odc. 4) – strażnik na poczcie - Daleko od szosy (1976, odc. 5, 6) – pracownik Działu Kadr MPK w Łodzi - Lalka (1977, odc. 3, 9) – hrabia - Dziewczyna i chłopak (1977, odc. 2) – kierownik pływalni - Życie na gorąco (1978, odc. 9) – dziennikarz Dacerne z "La Progresse" |